# Druškovič
Druškovič je priimek v Sloveniji, ki ga je po podatkih Statističnega urada Republike Slovenije na dan 1. januarja 2010  uporabljalo 89 oseb in je med vsemi priimki po pogostosti uporabe uvrščen na 4.834. mesto.

## Znani nosilci priimka
- Blanka Druškovič Czerny (*1940), biologinja
- Drago Druškovič (1920—2009), slavist, publicist, pisatelj in urednik
- Drago Druškovič (*1950), slikar
- Maja Šugman (r. Druškovič) (*1936), igralka